# سام روبرتسون
سام روبرتسون (بالإنجليزية: Sam Robertson)‏ هو ممثل بريطاني، ولد في 11 أكتوبر 1985 في المملكة المتحدة.

## وصلات خارجية
- سام روبرتسون على موقع IMDb (الإنجليزية)